# Баспай
Баспай (Басбай, Башпай) Шолакулы Бапин (1889, Тарбагатай — 1953, Урумчи) — общественный деятель, выходец из китайских казахов. Происходит из ветви Дәулен подрода Байжігіт рода Қаракерей племени Найман. Первый губернатор Тарбагатайского региона Синьцзян-Уйгурского автономного района. Открыл множество школ, построил электростанцию, промышленные центры, мост через р. Есиль (мост Баспай). Оказывал материальную помощь различным общественным организациям. Награждён орденом Независимости 1-й степени и орденом Свободы. 
В годы Великой Отечественной войны Башпай Шолак оказывал большую помощь Красной Армии. Будучи богатым скотоводом, он предоставил советским военным весь свой табун лошадей для отбора коней, подходящих для военной цели. Также он сделал большие пожертвования в годы военного конфликта в Корее, на которые был построен военный самолёт для вооруженных сил Северной Кореи.
Баспай — прототип Жасыбая — героя романа «Последнее кочевье» К. Жумадилова.